# Dalsenalm
Die Dalsenalm ist eine Alm im Lattengebirge in der Gemarkung Forst Sankt Zeno der Gemeinde Schneizlreuth.
Der Kaser der Dalsenalm steht unter Denkmalschutz und ist unter der Nummer D-1-72-131-43 in die Bayerische Denkmalliste eingetragen.

## Baubeschreibung
Beim Sichlerkaser der Dalsenalm handelt es sich um einen eingeschossigen, überkämmten Blockbau auf einem Bruchsteinsockel mit Flachsatteldach mit Legschindeldeckung. Die Firstpfette ist bezeichnet mit dem Jahr 1897.

## Geschichte
1970 wurde das Kasstöckl des Kasers auf Initiative von Fritz Hofmann, des damaligen Stadtheimatpflegers von Bad Reichenhall, in das dortige Heimatmuseum transportiert und dort wieder aufgebaut.
Die Dalsenalm wird heute noch genutzt und ist in den Sommermonaten bewirtet.

## Lage
Die Dalsenalm befindet sich im Lattengebirge auf einer Höhe von 1195 m ü. NN, etwa auf halber Strecke zwischen Röthelbachklause und Moosenalm. Zur Dalsenalm führt eine Forststraße, weshalb die Alm auch für Mountainbiker gut zu erreichen ist. Fußwege führen u. a. über den Ramsauer Almerlebnisweg über die Moosenalm und auch von der Bergstation der Predigtstuhlbahn aus ist die Dalsenalm zu Fuß zu erreichen.